# ホワット・ア・フール・ビリーヴス
「ホワット・ア・フール・ビリーヴス」（What a Fool Believes）は、ケニー・ロギンスとマイケル・マクドナルドが共作した楽曲。1978年7月に発表されたロギンスのソロ・アルバム『ナイトウォッチ』が初出となり、同年にはマクドナルドが所属していたバンド、ドゥービー・ブラザーズのヴァージョンもアルバム『ミニット・バイ・ミニット』で発表された。

## ケニー・ロギンスのヴァージョン
ケニー・ロギンス盤は、マイケル・マクドナルドが原型を作り、マクドナルドの自宅を訪れたロギンスのアイディアでブリッジ部分が完成した。ロギンスのヴァージョンはシングル・カットされなかったが、ライヴで度々歌われており、『アライヴ』（1980年）、『アウトサイド:フロム・ザ・レッドウッズ』（1993年）といったライヴ・アルバムにも収録された。

## ドゥービー・ブラザーズのヴァージョン
ドゥービー・ブラザーズ盤はディスコ、ブルー・アイド・ソウルのサウンドでチャートを上昇した。ドゥービー・ブラザーズのアルバム『ミニット・バイ・ミニット』のレコーディングでは、プロデューサーのテッド・テンプルマンが「柔和な感触が必要だ」と考えて、パーカッションの演奏で参加した。また、マイケル・ジャクソンがバックグラウンド・ボーカルでゲスト参加したという噂も流れたが、パトリック・シモンズによれば、マイケルは『ミニット・バイ・ミニット』のセッションのリハーサルを訪問しただけで、レコーディングには参加しなかったという。
1979年にはシングル・カットされ、Billboard Hot 100では自身2度目、「ブラック・ウォーター」以来4年ぶりの1位獲得を果たした。また、『ビルボード』のダンス・ミュージック/クラブ・プレイ・シングル・チャートでは40位、R&Bシングル・チャートでは72位を記録した。第22回グラミー賞では、主要部門のうち最優秀レコード賞と最優秀楽曲賞の2部門を受賞した。なお、テッド・テンプルマンがドラマーとして参加している。
ニュージーランドのシングル・チャートでは14週連続でトップ50入りし、うち2週にわたって5位を記録した。イギリスではオリジナル・リリース当時に全英シングルチャートで31位に達し、1987年にも57位を記録している。
ドゥービー・ブラザーズのヴァージョンは、『マイ・ライバル』（1982年公開）、『恋のためらい/フランキーとジョニー』（1991年公開）といった映画のサウンドトラックで使用された。コンピュータゲームの分野では、グランド・セフト・オートV（2013年）のサウンドトラックで使用された。
ドゥービー・ブラザーズが2014年に発表したアルバム『サウスバウンド』に収録された本作のセルフ・カヴァーには、サラ・エヴァンスがゲスト参加した。
『ローリング・ストーン』誌が選ぶ最も偉大な500曲において、343位にランクされている。

## カヴァー

### ディオンヌ・ワーウィックによるカヴァー
アルバム『ディオンヌ・シングス・ディオンヌ２』の日本独占販売として発売された内の1曲として収録されている。VICP61016 ビクターエンターティンメント（2000年）　その後のアルバム『She Is Back』（2019年）にも新たに再収録されている。

### アレサ・フランクリンによるカヴァー
アレサ・フランクリンは、アリスタ・レコード移籍第1弾アルバム『アレサ』（1980年）に本作のカヴァーを収録した。同年シングル・カットされ、全英シングルチャートでは46位を記録するが、母国アメリカではBillboard Hot 100入りを逃し、『ビルボード』のR&Bシングル・チャートで17位、ダンス・ミュージック/クラブ・プレイ・シングル・チャートで39位を記録するにとどまった。

### マット・ビアンコによるカヴァー
イギリスのジャズ・ユニット、マット・ビアンコはアルバム『サンバ・イン・ユア・カーサ』（1991年）に本作のカヴァーを収録し、シングル・カットもされている。

### その他のカヴァー
- セルフ（英語版） - アルバム『ギズモジェリー』（2000年）に収録[27]。
- Baby Boo - シングル「月が揺れる空の下で」（2002年）及びカヴァー・アルバム『ア・カペラウィンターカヴァーソング集～うぶごえ音泉2』（2003年）に収録。
- キャロル・ウェルスマン - アルバム『Carol Welsman』（2007年）に収録[28]。
- UNCHAIN - カヴァー・アルバム『Love & Groove Delivery』（2013年）に収録[29]。